# ۸۵۳ (میلادی)
۸۵۳ (میلادی) هشتصد و پنجاه و سومین سال تقویم میلادی است.

## درگذشتگان
‎